# نظرية مؤامرة التلاعب بجفاف كاليفورنيا
نظرية مؤامرة التلاعب بجفاف كاليفورنيا يتم الترويج لها من قبل عدد من الباحثين المستقلين، والعلماء الذين نصبوا أنفسهم للدفاع عن القضية، ومنافذ الأخبار البديلة. تقترح النظرية أن جفاف 2011-2017 كانت ظاهرة متعمدة من صنع الإنسان، تم إنشاؤها عن طريق تعديل الطقس. تم رفض النظرية من قبل المجتمع العلمي ووسائل الإعلام الرئيسية على أنها علم هامشي أو علم زائف.

## المطالبات والمكونات الرئيسية
أثار الجفاف الذي حدث في الفترة من 2011 إلى 2017 إنذارًا بين العديد من الأشخاص، مما أدى إلى ظهور نظريات بديلة، أو «نظريات المؤامرة»، التي تزعم تفسير سببها.
يدعي العديد من المؤيدين أن المركبات الكيميائية تستخدم للتأثير على السحب العاصفة، بطريقة قمع تطور هطول الأمطار. قد يحدث هذا بسبب وجود عدد كبير جدًا من نوى تكثيف السحب، أو «بذور السحب» في منطقة واحدة. يقول آخرون أن تقنيات مشابهة لـ برنامج الشفق النشط عالي التردد (برنامج بحثي فيدرالي حول الأيونوسفير تم إيقاف تشغيله في عام 2015)، يتم استخدامها لإنشاء منطقة ضغط عالٍ كبيرة وعنيدة فوق الساحل الغربي للولايات المتحدة. يزعمون أن هذا أيضًا لا يشجع على العواصف والأمطار.
وكان من أبرز الشخصيات داين ويجينجتون. وقال إن الهيئات الحكومية والكيانات الأخرى لديها دوافع اقتصادية وجيوسياسية للتلاعب بالطقس على الساحل الغربي وأماكن أخرى.
ادعى المؤيدون مصداقية النظرية جزئيًا كنتيجة لبرنامج البذر السحابي في مقاطعة لوس أنجلوس، الذي بدأ في أوائل عام 2016. وهذا يعزز وجهة نظرهم بأن الحكومة تواصل المشاركة في تعديل الطقس أو هندسة المناخ.